# Pennata alternata
La pennata alternata è una tecnica della chitarra. Pennata perché consiste nell'uso della "penna" appunto, più comunemente chiamato plettro. La tecnica consiste nell'alternare la pennata sulle corde, in modo da ottenere una velocità di esecuzione maggiore.

## Nozioni tecniche
Fondamentale per questa tecnica è il movimento del polso della mano destra (o comunque quella plettrante). Molti chitarristi alle prime armi, infatti, tendono a muovere il braccio, anziché il polso. Questo può sembrare solo un piccolo accorgimento, ma il corretto movimento del polso (in particolare: deve essere quello minimo necessario, molto "stretto") alternato a una pennata in giù e una in su, può portare notevoli miglioramenti nell'esecuzione. In contesti rock o metal, viene spesso sfruttata la pennata alternata abbinata a una distorsione o un overdrive e alla tecnica di appoggiare in contemporanea il palmo della mano destra (per i destrorsi) sulle corde della chitarra all'altezza del ponte per creare l'effetto chiamato palm muting. Il palm muting in concorso con una buona velocità di esecuzione può dar vita a fraseggi molto rapidi ed aggressivi. Nel caso in cui invece durante la pennata alternata non vi sia un passaggio tra corde adiacenti si può parlare di string skipping, tecnica che permette di eseguire passaggi armonici molto ampi, ma che comunque può anche essere eseguita con la tecnica del legato; uno dei massimi esponenti di questa tecnica è Paul Gilbert. 
Un'altra variante della pennata alternata è il cosiddetto pivoting, ossia la tecnica di alternare una nota fissa con il resto del fraseggio. Questa tecnica unita a trilli e legati può dar vita a licks dal sapore molto barocco. Il miglior modo per eccellere in questa tecnica consiste nell'esercitarsi su singole meccaniche (pattern). Con questo termine si suole intendere dei particolari movimenti tra le corde. È assolutamente utile lo studio delle diteggiature della scala pentatonica, la quale, nelle sue forme più comuni, presenta uno sviluppo su due note per corda, di conseguenza avremo un movimento del plettro giù e su nella prima corda e poi su e giù, mettendo in risalto ed in approfondimento la meccanica su e giù tra un salto di corde adiacenti.